# 条叶阔蕊兰
条叶阔蕊兰（学名：Peristylus bulleyi），为兰科阔蕊兰属下的一个植物种。